# ʼIʻrāb
Cette page contient des caractères spéciaux ou non latins. S’ils s’affichent mal (▯, ?, etc.), consultez la page d’aide Unicode.
Le terme ʼiʻrāb (en arabe : إﻋﺮﺍﺏ) désigne le système de suffixes nominaux, adjectivaux ou verbaux de l'arabe classique et de l'arabe standard moderne. C'est un nom verbal (maṣdar, مصدر) construit à partir de la racine ع-ر-ب (ʻ-r-b ; forme IV) et sa traduction littérale est « arabisation ». Le terme est donc lui-même apparenté étymologiquement au mot « Arabe ».
Les suffixes typiques de l'ʼiʻrāb s'écrivent uniquement dans les textes entièrement vocalisés, comme le Coran ou les livres d'apprentissage de la lecture pour les enfants (ou les non-arabophones). Ils sont prononcés dans le discours oral formel mais ont disparu de tous les dialectes arabes contemporains. Les règles de la prononciation arabe font que les suffixes ne sont pas prononcés en fin de phrase dans certaines circonstances.

## Les déclinaisons

### Substantifs suivant une déclinaison régulière
Lorsque le substantif à décliner est défini, les suffixes sont -u (pour le nominatif), -a (pour l'accusatif), -i (pour le génitif).
Lorsque le substantif est indéfini, les suffixes sont complétés d'un -n (tanwīn) : -un (pour le nominatif), -an (pour l'accusatif), -in (pour le génitif).
Ce système s'applique à la plupart des substantifs, y compris les substantifs féminins se terminant en -ah / -at (tāʾ marbūṭa : ة), ainsi qu'à de nombreux pluriels internes (irréguliers).
Le /n/ final tombe également lorsque le substantif à l'accusatif forme la première partie d'une iḍāfa ou "annexion", c'est-à-dire une construction de substantifs dont le second terme est au génitif (ex.: la maison de l'homme, la voiture des amis). Dans la logique de la phrase, le second terme est en effet automatiquement défini par l'annexion au nom qu'il complète.
Ainsi :
- Nominatif (مرفوع marfūʿ) :
  - baytun بَيتٌ :  une maison
  - al-baytu البَيتُ : la maison
  - baytu r-rajuli بَيتُ الرَّجلِ : la maison de l'homme.

- Accusatif (منصوب manṣūb):
  - baytan بَيتًا : (je vois) une maison
  - al-bayta البَيتَ : (je vois) la maison
  - bayta r-rajuli بَيتَ الرَّجُلِ : (je vois) la maison de l'homme.

- Génitif (مجرور majrūr):
  - baytin بَيتٍ : (d')une maison
  - al-bayti البَيتِ : (de) la maison
  - bayti r-rajuli بَيتِ الرَّجُلِ : (de) la maison de l'homme.

### Diptotes
Quelques noms au singulier (dont de nombreux noms propres ou des noms de lieux), ainsi que certains types de pluriels irréguliers sont qualifiés de diptotes (الممنوع من الصرف al-mamnūʻ min aṣ-ṣarf, littéralement : celui qui est privé de terminaison casuelle). Ces mots n'ont que deux suffixes de cas.
Lorsque le substantif est indéfini, ou dans une iḍāfa, les terminaisons sont -u (nominatif), -a (accusatif), et -a (génitif), c'est-à-dire sans ajout du tanwīn et similaire aux deux derniers cas. Lorsque le substantif est défini, le génitif est marqué par le -i habituel.

### Le duel
Les terminaisons du duel (المثنى al-muthannā) sont : -āni (nominatif) et -ayni (accusatif et génitif). Le -ni disparaît dans une iḍāfa.
- Nominatif :
  - wālidāni والدان: deux parents
  - al-wālidāni الوالدان: les deux parents
  - wālidā r-rajuli  والدا الرجل: les deux parents de l'homme.

- Accusatif et génitif :
  - wālidayni والدين: deux parents
  - al-wālidayni الوالدين: les deux parents
  - wāliday r-rajuli والدي الرجل: les deux parents de l'homme.

### Pluriel masculin régulier
Le pluriel masculin régulier, ou complet (الجمع المذكّر السالم al-Ǧamʻ al-muḏakkar as-sālim), qui concerne surtout des êtres humains de sexe masculin) est marqué par les suffixes -ūna (nominatif) et -īna (accusatif et génitif). Ces terminaisons ne changent pas selon que le substantif est défini ou indéfini.
Le -na tombe lorsque le nom est dans une iḍāfa :
- Nominatif :
  - wālidūna والدون: des parents (plus que deux)
  - al-wālidūna الوالدون: les parents (plus que deux)
  - wālidū r-rijāli والدو الرجال: les parents (plus que deux) des hommes.

- Accusatif et génitif :
  - wālidīna والدين: des parents
  - al-wālidīna الوالدين: les parents
  - wālidī r-rijāli والدي الرجال: les parents des hommes.

### Pluriel féminin régulier
Le pluriel féminin régulier (الجمع المؤنث السالم al-Ǧamʻ al-mu'annaṯ as-sālim) sont marqués par les suffixes -ātu[n] (nominatif [indéfini]) et -āti[n] (accusatif et génitif [indéfini]),.
Le -n final tombe lorsque le nom est dans une iḍāfa.
- Nominatif :
  - mudarrisātun مدرسات: des enseignantes
  - al-mudarrisātu المدرسات: les enseignantes
  - mudarrisātu l-ʾawlādi مدرسات الاولاد: les enseignantes des enfants.

- Accusatif et génitif :
  - mudarrisātin مدرسات: des enseignantes
  - al-mudarrisāti المدرسات: les enseignantes
  - mudarrisāti l-ʾawlādi مدرسات الاولاد: les enseignantes des enfants.

## Système verbal
L'aspect inaccompli porte également des suffixes vocalisés qui déterminent le mode du verbe.
- À l'indicatif (مرفوع marfūʿ) : -u.  yaktubu signifie « il écrit »[6].
- Au subjonctif (منصوب manṣūb) : -a. yaktuba signifie « qu'il écrive ».
- Au jussif, ou apocopé (مجزوم majzūm) : -Ø. yaktub (forme employée dans certaines constructions subordonnées, ou pour l'impératif). Les principes de l'euphonie peuvent parfois entraîner l'ajout d'un -i final : yaktubi (par exemple, lorsque le jussif est suivi de deux consonnes)

Les grammairiens arabes traditionnels ont établi une équivalence entre l'indicatif des verbes et le nominatif des substantifs, entre le subjonctif et l'accusatif, et entre le jussif et le génitif : c'est pourquoi ces formes portent les mêmes noms en arabe - à l'exception de la paire jussif-génétif, peut-être parce que le -i du jussif tombe souvent, ce qui casse la similarité. Cependant, les recherches en linguistique historique n'ont pu établir si les suffixes similaires sont le résultat d'un ancien lien intrinsèque entre les deux parties de chaque paire, ou le fruit du hasard ou non.